# (24918) Tedkooser
(24918) Tedkooser (1997 EO17) – planetoida z pasa głównego asteroid okrążająca Słońce w ciągu 3,45 lat w średniej odległości 2,28 j.a. Odkryta 10 marca 1997 roku.